# Осада Самбхала
Осада Самбхала — осада и взятие могольским падишахом Бабуром крепости Самбхал в 1526 году.

## Предыстория
Тимурид Бабур и его армия были незнакомы с людьми, которых он покорил в Индии, и взаимная неприязнь вскоре проявилась между его солдатами и жителями Агры, его штаб-квартиры. Вторжение рассматривалось как временное наводнение, которое быстро пройдет. Каждый человек, находящийся у власти, собрал войска и поставил себя в состояние действовать. Те, кто обладал делегированными полномочиями или джагирами, как правило, были афганцами, следовательно, враждебно относились к новому положению вещей. Вскоре они пришли к взаимопониманию между собой и приняли меры для взаимного сотрудничества.

## Западные афганские конфедераты
Хасан хан из Мевата в окрестностях Агры был главным зачинщиком оппозиции, которую поддерживали Низам-хан в Баяне, Мухаммад Зайтун из Дхолпура, Татар-хан Саранг Хани в Гвалиоре, Хусейн Хан Лохани в Рабери, Кутб хан в Этавахе, Алим Хан Джилал Хан Джигат в Калпи, Касим Самбхали в Самбхале и Маргуб раб в Махабане в 20 км от Агры. Действительно, все эти вожди были непосредственно вокруг Агры или близко к её границам. Они искали помощи у махарани Санграма Сингха, более известного как Рана Санга, правителя Мевара, который со своей стороны претендовал на большую часть правого берега реки Джамна, включая Дели. Эти западные афганцы хотели посадить султана Махмуда Лоди, брата покойного султана Ибрагима Лоди, на султанский трон Дели и, таким образом, восстановить афганскую династию Лоди.

## Осада
Первая активная операция Бабура в этой области заключалась в том, чтобы отправить силы на помощь Самбхалу, району, лежащему за Гангом том районе, который сейчас называется Рохилкханд. Его удерживал Касим Самбхали, который раньше проявлял враждебность к Бабуру, но был рад просить его о помощи, когда в это время его главный город был осажден Маликом Бабаном Джилвани. Этот влиятельный афганский вождь присоединился к Бабуру после того, как он прошел Сирхинд, но впоследствии оставил его при обстоятельствах, которые не ясны, но он, вероятно, не был удовлетворен его приемом, поскольку Бабур с горечью жалуется на свою самонадеянность и претензии, а также на грубость и глупую прямоту афганцев в целом. Как бы то ни было, Бабан ушел из лагеря Бабура, собрал армию и теперь осадил Касим в Самбале, где, как он обнаружил, был плохой гарнизон. Касим, доведенный до последней крайности, обратился к Бабуру за помощью.
Индус Байг шел со всеми возможными экспедициями, пока не достиг Ганга, и, занятый перевозкой других своих войск через эту реку, заранее послал могольского офицера с отрядом своих соотечественников. Хотя партия не превышала 150 человек, они ехали вперед, пока не достигли города, и таково было превосходство, которое захватчики с севера приобрели над войсками страны, что моголы как только они оказались между городом и осаждающими, они решительно повернулись и атаковали их, хотя уже была поднята тревога, и Бабан успел вывести свои силы. Атака была настолько энергичной, и, вероятно, паника, вызванная ожидаемым приближением остальной части отряда, была настолько велика, что вся армия Бабана была разбита и рассеяна, несколько слонов взяты и многие убиты.

## Последствия
На этом успехи Бабура не закончились. Крепость Рабери на Джамне вскоре была оставлена её гарнизоном и занята его войсками, и он послал отряды осаждать Этавах и Дхолпур, два места наибольшей важности от их близости к Агре. Но эти начальные победы привели его к прямому конфликту с западными и восточными афганскими конфедератами разом. Затем Бабур отправил армию под командованием своего старшего сына Хумаюна, который обратил в бегство армию восточных конфедератов и взял Джаунпур, Ауд и Калпи.
Тем временем западные афганские конфедераты постепенно поглощались Раной Сангой под видом союза и защиты. Это становилось все более серьёзной угрозой для Бабура. Он был справедливо встревожен прогрессом Раны Санги, который находился в активной переписке с Хасан-ханом Мевати из Мевата, главой западной афганской конфедерации, и признал султаном Дели Махмуда Лоди, брата покойного султана Ибрагима Лоди, которого западные афганцы провозгласили султаном после смерти его брата. Это в конечном итоге приведет к противостоянию, известному как битва при Кхануа.